# فرنسيسكو ألفاريز
فرنسيسكو ألفاريز (بالإسبانية: Francisco Álvarez)‏ هو ممثل أرجنتيني، ولد في 26 يوليو 1892 ببوينس آيرس في الأرجنتين، وتوفي في 21 أبريل 1960 في الأرجنتين.

## وصلات خارجية
- فرنسيسكو ألفاريز على موقع IMDb (الإنجليزية)